# Roughest Africa
Roughest Africa è un cortometraggio muto del 1923 diretto da Ralph Ceder e prodotto da Hal Roach con Stan Laurel.
Il cortometraggio fu diffuso il 30 settembre 1923.

## Trama
L'Africa è una terra magnifica che attira molti turisti, scienziati ed esploratori.
Tra questi ultimi c'è il professor Stanislaus Laurello, giunto con la moglie e un collega (Finalyson) da Hollywood per catturare e fotografare alcuni animali rari, servendosi delle popolazioni locali che chiamano "Mezzo-scemi": infatti questi trasportano di viaggio in viaggio la mobilia, mentre i tre avventurieri girano in macchina.
La tappa è un'isola africana dove iniziano i guai: il primo sfortunato sarà Stanislaus. Poi i due colleghi cercano di fotografare qualche animale, non senza goffaggini e situazioni rocambolesche: una scimmia distrugge la macchina fotografica, Downe viene inseguito ovunque da un orso senza accorgersene e...perfino da uno struzzo!
Tutto sommato Stanislaus riesce a catturare almeno l'orso facendolo cadere in una botola, ma una scimmia l'aprirà mentre questi ci è sopra facendolo precipitare.
Tuttavia Stanislaus non si perde d'animo e continua la ricerca.
Infatti trova insieme al compagno un grosso elefante e cercano di farlo avvicinare alla macchina per fargli una foto, ma durante il tentativo l'enorme pachiderma crolla sopra Hans.
Stanislaus tenta di sollevare la bestia con la macchina, ma rimane a terra sul sedile, mentre il resto dell'auto parte via...
Alla fine l'elefante si alza da sé, lasciando libero Hans, che era rimasto fino in quel momento schiacciato sopra un cactus.
Dopo aver ucciso la bestia Hans e Stanislaus si trovano la strada bloccata da un feroce leone, che chiama il resto del suo branco dopo un tentativo di cattura fallito da parte dei due.
Tre giorni dopo Stanislaus è ancora braccato dai felini, ma riesce a trovare l'auto e a fuggire, in compagnia di una puzzola che gli terrà compagnia per tutto il viaggio di ritorno.

## Curiosità
- La spedizione nella trama è raccontata come un diario dal professore Stanislaus (Laurel) tramite gli intertitoli del film stesso.
- È l'esordio di George Stevens nella carriera cinematografica come direttore della fotografia; infatti qualche anno più tardi comincerà ad intraprendere la carriera di regista. Stevens è soprattutto ricordato per aver firmato molti capolavori del cinema tra cui Il diario di Anna Frank e La più grande storia mai raccontata.
- La copia del film in VHS dura esattamente 30 minuti.

La copia originale del film dura 
solamente 21 minuti.
Allora si è dedotto che il nastro 
VHS proiettava i film molto più 
lentamente.
Quindi la durata originale del film 
è di 21 minuti

## Cast
- Stan Laurel - Prof. Stanislaus Laurello (grande capo)
- Katherine Grant - Mrs. Laurello
- James Finlayson - Prof. Hans Downe (piccolo capo)